# Ipswich Town FC
Ipswich Town Football Club is een Engelse voetbalclub uit de stad Ipswich in Suffolk dat uitkomt in de Championship. De club, opgericht in 1878, werd in 1936 professioneel.

## Geschiedenis

### Van amateur naar prof
De club werd opgericht als amateurvoetbalclub in 1878 door een groep schooljongens onder leiding van parlementslid Thomas Cobbold, die tevens de eerste voorzitter werd, en was actief onder de naam Ipswich AFC tot 1888 toen zij fuseerden met Ipswich Rugby Club tot Ipswich Town Football Club. Ze wisten een aantal lokale bekercompetities te winnen, waaronder de Suffolk Challenge Cup en de Suffolk Senior Cup. Na in wat lokale competities te hebben gespeeld trad het in 1907 toe tot de Southern Amateur League. Hierin werd het viermaal kampioen in de jaren twintig en begin jaren dertig. In 1936 werd de club professioneel en ging het deelnemen aan de Southern Football League.
Twee jaar later, in 1938, werd de club officieel toegelaten tot de English Football League waarin het tot het einde van het seizoen 1953/54 deelnamen aan de Third Division South. Dat seizoen wonnen ze de competitie en promoveerde ze naar de Second Division.

### Promotie en succes
Na afloop van haar debuutseizoen in de Second Division degradeerde de club om vervolgens in 1957 weer de Third Division South te winnen. Ditmaal wisten ze zich te handhaven en promoveerde ze enkele jaren later, in 1961, zelfs als kampioen naar de First Division.
Voor het eerst op het hoogste niveau werden ze in 1962 direct kampioen. Hierdoor plaatste ze zich voor deelname aan de Europacup I, waarin het werd uitgeschakeld door AC Milan. Succestrainer Alf Ramsey vertrok bij de club en leidde later Engeland naar de wereldtitel.

### Vertrek van succestrainer Ramsey
Ramsey werd opgevolgd door oud-Newcastle United speler Jackie Milburn, maar onder zijn leiding wist de club de recente successen niet voort te zetten. In 1964 degradeerde Ipswich Town terug naar de Second Division, nadat het 121 doelpunten tegen had gekregen in 42 competitiewedstrijden, een negatief-record in de Engelse voetbalgeschiedenis. Uiteindelijk lukte het The Tractor Boys in 1968 weer kampioen te worden en terug te keren op het hoogste niveau, doordat het met een punt meer dan Queens Park Rangers bovenaan was geëindigd.

### Bobby Robson
Bobby Robson werd in januari 1969 aangesteld als hoofdtrainer van de club, nadat Bill McGarry naar Wolverhampton vertrok. Met Robson aan het roer begon een nieuwe succesvolle periode van de club. Zo eindigde ze in 1973 als vierde in de First Division en kwalificeerde zich zo voor het eerste in de clubgeschiedenis voor de UEFA Cup. Twee jaar later bereikte Ipswich Town de halve finale van de FA Cup, waarin het werd uitgeschakeld door West Ham United, en eindigde ze als derde op de ranglijst. Eind jaren zeventig had Ipswich een sterk team gebouwd, waar onder andere het Nederlandse duo Arnold Mühren en Frans Thijssen en de Britse internationals Terry Butcher, Paul Mariner en John Wark. Ze eindigde met regelmaat in de top vijf van de competitie. Op hun piek in 1979/80 versloeg Ipswich Town Manchester United met 6-0, terwijl United-doelman Gary Bailey nog drie strafschoppen keerde.
In 1978 kon de club een nieuw groot success vieren nadat Arsenal in het Wembley Stadium werd verslagen in de finale om de FA Cup. Het seizoen 1980/81 had uit kunnen draaien op de Treble voor Ipswich Town, maar blessures en conflicterend wedstrijdschema brak de ploeg nationaal en Europees op. Het eindigde als tweede achter Aston Villa en werd uitgeschakeld in de halve finale van de FA Cup, maar wist wel beslag te leggen op de UEFA Cup door AZ te verslaan. Ook in 1982 eindigde de club als runner-up in de First Division. Bobby Robson verliet Ipswich Town in 1982 voor de baan als bondscoach van Engeland, dezelfde stap die zijn illustere voorganger Alf Ramsey had gemaakt. Het lukte hem echter geen successen te behalen met het nationale team.

### Premier League
Robson werd opgevolgd door zijn assistent-trainer onder wie het team tweemaal in de middenmoot eindigde. Uiteindelijk degradeerde de club in 1986, nadat het in de afgelopen seizoenen noodgedwongen spelers had moeten verkopen vanwege beperkte financiële middelen als gevolg van de bouw van een nieuwe tribune.
Oud-West Ham United trainer John Lyall leidde de club in 1992 terug naar het hoogste niveau, inmiddels de Premier League. Ipswich startte het nieuwe seizoen goed met slechts twee nederlagen voor de jaarwisseling en een vierde plaats op de ranglijst, maar door een vormdip aan het einde van het seizoen eindigde ze alsnog als zestiende. Ook het daaropvolgende seizoen zette de slechtere resultaten door en wist de club ternauwernood degradatie te ontlopen. Uiteindelijk viel in 1995 definitief het doek voor The Blues.
Terug in de First Division leidde George Burley de club drie seizoenen op rij naar de play-offs om promotie naar het hoogste niveau, maar hierin werden ze telkens voortijdig uitgeschakeld. In 2000 wist de ploeg van Burley zich al met al wel te plaatsen voor deelname aan de Premier League in het daaropvolgende seizoen. Het versloeg Barnsley met 4-2 in de play-off finale op Wembley. In haar eerste seizoen terug in de koningsklasse eindigde de club als vijfde in de competitie, plaatste het zich voor de UEFA Cup en werd hoofdtrainer Burley verkozen tot FA Premier League Trainer van het Seizoen.
In het seizoen 2001/02 wisten ze de resultaten niet voort te zetten. Zo wonnen ze slechts een van de eerste zeventien competitiewedstrijden. Ondanks een korte opleving in januari en februari wist de club zich niet te handhaven, waardoor het opnieuw degradeerde. Door de degradatie liep de club veel inkomsten mis met als gevolg dat de club onder curatele kwam te staan.

### Championship
Joe Royle, de nieuwe hoofdtrainer van Ipswich, erfde een kwakkelende ploeg dicht bij de degradatiezone maar wist de resultaten te verbeteren. Gedurende het seizoen 2003/04 werd de financiële status van de club beter en strijde het om promotie. Ipswich Town eindigde als vijfde en werd in de play-offs uitgeschakeld door West Ham United. In het volgende seizoen mistte de club directe promotie en werd het opnieuw door The Hammers uitgeschakeld in de play-offs. Met een vijftiende plaats in de competitie eindigde Ipswich in 2006 met haar laagste eindklassering sinds 1966. In december 2007 werd bekend dat zakenman Marcus Evans een 87,5 procent belang had genomen in Ipswich Town.
Ondanks flinke financiële investeringen van de club lukte het de club niet de play-offs te bereiken. In 2009 werd daarom Roy Keane aangesteld als hoofdtrainer van Ipswich, maar slechts anderhalf jaar later moest ook hij plaats maken.
De resultaten van het team verbeterde weer nadat Mick McCarthy in november 2012 was aangesteld. Hij leidde hen naar een veertiende, negende en zesde plaats op de ranglijst. In 2015 werd de halve finale van de play-offs met 4-2 verloren van Norwich City, waardoor Ipswich nog een jaar in het Championship moest uitkomen. Een zevende plaats werd gevolgd door een zestiende en twaalfde, waarna McCarthy besloot te vertrekken.
Na een slechte competitiestart werd Paul Lambert aangetrokken voor de rol van hoofdtrainer, maar hij kon niet voorkomen dat de club degradeerde naar de League One. Desondanks bleef Lambert aan en leidde hij de club naar de elfde plaats. Nadat Ipswich ook in het nieuwe seizoen promotie mistte verliet Lambert de club.

### Amerikaans geld
Op 7 april 2021 werd bekend dat de Amerikaanse investeringsgroep Gamechanger 20 Limited een meerderheid van de aandelen in handen had gekregen. Voormalig West Bromwich Albion-directeur Mike O'Leary werd aangesteld als voorzitter van Ipswich Town. Dat seizoen, 2020/21, eindigde de club op een teleurstellende negende positie op de ranglijst, ver verwijderd van de play-offs.
In aanloop naar het nieuwe seizoen waren, onder andere door het aantreden van de nieuwe eigenaar enkele maanden eerden, de verwachtingen hooggespannen. Echter vielen de resultaten erg tegen en werd er met Kieran McKenna in december 2021 een nieuwe hoofdtrainer aangesteld. Hij leidde Ipswich uiteindelijk naar de elfde plaats op de ranglijst. Het eerste volledige seizoen onder leiding van McKenna verliep succesvoller. Met hem aan het roer zette Ipswich een reeks van achttien wedstrijden neer waarin niet werd verloren en promoveerde ze als runner-up terug naar het Championship.
Ipswich kende een memorabel seizoen bij hun terugkeer in het Championship doordat ze haar tweede promotie op rij wisten te bewerkstelligen en daarmee in 2024 voor het eerst sinds 2002 weer uit zouden komen in de Premier League.

## Erelijst
| Internationaal                                                 |     |                                                                                                |
| UEFA Cup                                                       | 1x  | 1981                                                                                           |
| Texaco Cup                                                     | 1x  | 1973                                                                                           |
| Nationaal                                                      |     |                                                                                                |
| Football League First Division                                 | 1x  | 1962                                                                                           |
| Football League Second Division / Football League Championship | 3x  | 1961, 1968, 1992                                                                               |
| Football League Third Division / Football League One           | 2x  | 1954, 1957                                                                                     |
| Southern Football League                                       | 1x  | 1937                                                                                           |
| FA Cup                                                         | 1x  | 1978                                                                                           |
| Suffolk Senior Cup                                             | 16x | 1887, 1889, 1890, 1896, 1900, 1904, 1905, 1906, 1907, 1908, 1912, 1913, 1914, 1928, 1929, 1930 |

## Stadion
Tussen 1878 en 1884 speelde Ipswich Town op twee locaties, maar in 1884 verhuisde het naar Portman Road waar het sindsdien speelt. In haar nieuwe thuisbasis werd Ipswich in 1890 een van de eerste clubs die doelnetten gebruikten. De eerste tribune werd echter pas in 1905 gebouwd. In 1954 waren alle zijdes voor het eerst bebouwd en vijf jaar later volgde de installatie van lichtmasten. Anno 2024 heeft het stadion een capaciteit van 30.311 toeschouwers waarmee het het grootste stadion in East Anglia is. Rondom het stadion staan standbeelden van succestrainers Alf Ramsey en Bobby Robson, naar wie ook twee tribunes zijn vernoemd.

## Trainingscomplex
Playford Road is het trainingscomplex van Ipswich Town wat in 2001 officieel werd geopend. Het beschikt onder andere over een sportschool, herstelruimte, kantine, spelersverblijf, kleedkamers en kantoren. Er zijn elf velden in verschillende grootes en ondergronden.

## Eerste Elftal

### Selectie
| Nr.           | Naam             | Sinds      | Contract   | Vorige club            |
| Doelmannen    | Doelmannen       | Doelmannen | Doelmannen | Doelmannen             |
| ------------- | ---------------- | ---------- | ---------- | ---------------------- |
| 1             | Arijanet Murić   | 2024       | 2028       | Burnley                |
| 13            | Cieran Slicker   | 2023       | 2026       | Manchester City        |
| 28            | Christian Walton | 2022       | 2026       | Brighton & Hove Albion |
| Verdedigers   |                  |            |            |                        |
| 2             | Harry Clarke     | 2023       | 2026       | Arsenal                |
| 3             | Leif Davis       | 2022       | 2025       | Leeds United           |
| 6             | Luke Woolfenden  | 2017       | 2025       |                        |
| 15            | Cameron Burgess  | 2021       | 2025       | Accrington Stanley     |
| 18            | Ben Johnson      | 2024       | 2028       | West Ham United        |
| 22            | Conor Townsend   | 2024       | 2026       | West Bromwich Albion   |
| 24            | Jacob Greaves    | 2024       | 2029       | Hull City              |
| 26            | Dara O'Shea      | 2024       | 2029       | Burnley                |
| 40            | Axel Tuanzebe    | 2023       | 2025       | Manchester United      |
| Middenvelders |                  |            |            |                        |
| 5             | Sam Morsy        | 2021       | 2026       | Middlesbrough          |
| 8             | Kalvin Phillips  | 2024       | 2025       | Manchester City        |
| 12            | Jens Cajuste     | 2024       | 2025       | Napoli                 |
| 14            | Jack Taylor      | 2023       | 2026       | Peterborough United    |
| 23            | Sammie Szmodics  | 2024       | 2028       | Blackburn Rovers       |
| 25            | Massimo Luongo   | 2023       | 2025       | Middlesbrough          |
| Aanvallers    |                  |            |            |                        |
| 7             | Wes Burns        | 2021       | 2025       | Fleetwood Town         |
| 10            | Conor Chaplin    | 2021       | 2026       | Barnsley               |
| 16            | Ali Al-Hamadi    | 2024       | 2028       | Wimbledon              |
| 19            | Liam Delap       | 2024       | 2029       | Manchester City        |
| 20            | Omari Hutchinson | 2024       | 2029       | Chelsea                |
| 21            | Chiedozie Ogbene | 2024       | 2028       | Luton Town             |
| 27            | George Hirst     | 2023       | 2027       | Leicester City         |
| 33            | Nathan Broadhead | 2023       | 2026       | Everton                |

Laatste update: 15 september 2024

### Staf
| Functie            | Naam           | Sinds | Contract | Vorige club       |
| ------------------ | -------------- | ----- | -------- | ----------------- |
| Hoofdtrainer       | Kieran McKenna | 2021  | 2028     | Manchester United |
| Assistent-trainers | Lee Grant      | 2022  | 2027     | Manchester United |
| Assistent-trainers | Martyn Pert    | 2021  | 2027     | Manchester United |
| Keeperstrainer     | Rene Gilmartin | 2021  | 2027     | Swindon Town      |

Laatste update: 15 september 2024

## Overzichtslijsten

### Eindklasseringen vanaf 1946/47
- 1947 6e
Third Division North / South
- 1948 4e
Third Division North / South
- 1949 7e
Third Division North / South
- 1950 17e
Third Division North / South
- 1951 8e
Third Division North / South
- 1952 17e
Third Division North / South
- 1953 17e
Third Division North / South
- 1954 1e
Third Division North / South
- 1955 21e
Second Division
- 1956 3e
Third Division North / South
- 1957 1e
Third Division North / South
- 1958 8e
Second Division
- 1959 16e
Second Division
- 1960 11e
Second Division
- 1961 1e
Second Division
- 1962 1e
First Division
- 1963 17e
First Division
- 1964 22e
First Division
- 1965 5e
Second Division
- 1966 15e
Second Division
- 1967 5e
Second Division
- 1968 1e
Second Division
- 1969 12e
First Division
- 1970 18e
First Division
- 1971 19e
First Division
- 1972 13e
First Division
- 1973 4e
First Division
- 1974 4e
First Division
- 1975 3e
First Division
- 1976 6e
First Division
- 1977 3e
First Division
- 1978 18e
First Division
- 1979 6e
First Division
- 1980 3e
First Division
- 1981 2e
First Division
- 1982 2e
First Division
- 1983 9e
First Division
- 1984 12e
First Division
- 1985 17e
First Division
- 1986 20e
First Division
- 1987 5e
Second Division
- 1988 8e
Second Division
- 1989 8e
Second Division
- 1990 9e
Second Division
- 1991 14e
Second Division
- 1992 1e
Second Division
- 1993 16e
Premier League
- 1994 19e
Premier League
- 1995 22e
Premier League
- 1996 7e
Championship
- 1997 4e
Championship
- 1998 5e
Championship
- 1999 3e
Championship
- 2000 3e
Championship
- 2001 5e
Premier League
- 2002 18e
Premier League
- 2003 7e
Championship
- 2004 5e
Championship
- 2005 3e
Championship
- 2006 15e
Championship
- 2007 14e
Championship
- 2008 8e
Championship
- 2009 9e
Championship
- 2010 15e
Championship
- 2011 13e
Championship
- 2012 15e
Championship
- 2013 14e
Championship
- 2014 9e
Championship
- 2015 6e
Championship
- 2016 7e
Championship
- 2017 16e
Championship
- 2018 12e
Championship
- 2019 24e
Championship
- 2020 11e
League One
- 2021 9e
League One
- 2022 11e
League One
- 2023 2e
League One
- 2024 2e
Championship
- 2025 19e
Premier League

- First Division
- Second Division
- Third Division
- Premier League
- Championship
- League One

ⓘ In 1992 invoering van de Premier League en opheffing van de Fourth Division; in 2004 opheffing van de First, Second en Third Division.

### Ipswich Town in Europa
Ipswich Town speelt sinds 1962 in diverse Europese competities. Hieronder staan de competities en in welke seizoenen de club deelnam. Vet gedrukt staan de edities die zijn gewonnen door Ipswich Town:
- Europacup I (1x)

1962/63
- Europacup II (1x)

1978/79
- UEFA Cup (10x|

1973/74, 1974/75, 1975/76, 1977/78, 1979/80, 1980/81, 1981/82, 1982/83, 2001/02, 2002/03

## Bekende (oud-)Tractor Boys

### Spelers
- Asmir Begović
- George Burley
- Terry Butcher
- Kieron Dyer
- Ulrich Landvreugd
- Paul Mariner
- Kieffer Moore
- Arnold Mühren
- Nigel Reo-Coker
- David Stockdale
- Frans Thijssen
- Axel Tuanzebe
- John Wark
- Brandon Williams
- Gianni Zuiverloon

### Trainers
- George Burley
- Roy Keane
- Paul Lambert
- Mick McCarthy
- Bill McGarry
- Kieran McKenna
- Alf Ramsey
- Bobby Robson
- Joe Royle

## Trivia
- Zanger Ed Sheeran is een bekende fan van de club en sinds 2021 tevens shirtsponsor.

1 Murić ·
2 Clarke ·
3 Davis ·
5 Morsy  ·
6 Woolfenden ·
7 Burns ·
8 Phillips ·
10 Chaplin ·
12 Cajuste ·
13 Slicker ·
14 Taylor ·
15 Burgess ·
16 Al-Hamadi ·
18 Johnson ·
19 Delap ·
20 Hutchinson ·
21 Ogbene ·
22 Townsend ·
23 Szmodics ·
24 Greaves ·
25 Luongo ·
26 O'Shea ·
27 Hirst ·
28 Walton ·
33 Broadhead ·
40 Tuanzebe ·
47 Clarke ·
Coach: McKenna
Birmingham City ·
Blackburn Rovers · 
Bristol City ·  
Charlton Athletic ·
Coventry City ·
Derby County ·
Hull City · 
Ipswich Town ·
Leicester City ·
Middlesbrough · 
Millwall · 	
Norwich City ·
Oxford United ·
Portsmouth ·
Preston North End · 
Queens Park Rangers ·
Sheffield United ·
Sheffield Wednesday ·
Southampton ·
Stoke City · 	
Swansea City · 
Watford · 
West Bromwich Albion ·
Wrexham